# Марьино-2 (Московская область)
Марьино-2 — деревня в Ногинском районе Московской области России.

## Население
| 1852 | 1859 | 1890 | 1926 | 2002 | 2006 | 2010 |
| ---- | ---- | ---- | ---- | ---- | ---- | ---- |
| 96   | ↗104 | ↘53  | ↗294 | ↘17  | ↗23  | ↘16  |

## География
Деревня Марьино-2 расположена на востоке Московской области, в юго-западной части Ногинского района, примерно в 27 км к востоку от Московской кольцевой автодороги и 14 км к юго-западу от центра города Ногинска.
В 1 км к западу от деревни проходит Кудиновское шоссе Р109, в 6 км к югу — Носовихинское шоссе, в 5 км к северу — Горьковское шоссе М7, в 10 км к востоку — Московское малое кольцо А107. Рядом с деревней проходят пути хордовой линии Мытищи — Фрязево Ярославского направления Московской железной дороги. Ближайшие населённые пункты — деревни Колонтаево и Тимохово, ближайшая железнодорожная станция — платформа Колонтаево.
В деревне три улицы — Луговая, 1-я и 2-я Железнодорожная; приписано садоводческое товарищество (СНТ).

## История
В середине XIX века деревня относилась ко 2-му стану Богородского уезда Московской губернии и принадлежала Анне Захаровне Бестужевой, в деревне было 12 дворов, крестьян 45 душ мужского пола и 51 душа женского.
В «Списке населённых мест» 1862 года — владельческая деревня 2-го стана Богородского уезда Московской губернии по правую сторону Владимирского шоссе (от Богородска), в 15 верстах от уездного города и 17 верстах от становой квартиры, при реке Добрынке, с 13 дворами и 104 жителями (51 мужчина, 53 женщины).
По данным на 1890 год — деревня Васильевской волости 2-го стана Богородского уезда с 53 жителями.
В 1913 году — 39 дворов.
По материалам Всесоюзной переписи населения 1926 года — центр Марьинского сельсовета Васильевской волости Богородского уезда в 1 км от Кудиновского шоссе и 5 км от станции Кудиново Нижегородской железной дороги, проживало 294 жителя (142 мужчины, 152 женщины), насчитывалось 61 хозяйство, из которых 59 крестьянских.
С 1929 года — населённый пункт Московской области.
Административно-территориальная принадлежность
1929—1930 гг. — деревня Колонтаевского сельсовета Богородского района.
1930—1957 гг. — деревня Колонтаевского сельсовета Ногинского района.
1957—1959 гг. — деревня Аксёно-Бутырского сельсовета Ногинский район.
1959—1963, 1965—1994 гг. — деревня Кудиновского сельсовета Ногинского района.
1963—1965 гг. — деревня Кудиновского сельсовета Орехово-Зуевского укрупнённого сельского района.
1994—2006 гг. — деревня Кудиновского сельского округа Ногинского района.
2006—2018 гг. — деревня сельского поселения Аксёно-Бутырское Ногинского муниципального района.
С 2019 года — деревня Старокупавинской территории Богородского городского округа.